# Amnon Kapeliouk
Amnon Kapeliouk, né le 22 décembre 1930 à Jérusalem et mort le 26 juin 2009 dans cette même ville, est un journaliste et écrivain franco-israélien et cofondateur de l'organisation de défense des droits humains B'Tselem.
Il commence une carrière de journaliste dans les colonnes d'Al-Hamishmar (en), organe du Mapam, formation de gauche, mais publie ultérieurement des écrits dans le quotidien israélien Yediot Aharonot, classé à droite, et collabore pendant de nombreuses années avec, entre autres, le Monde et le Monde diplomatique (à partir de 1969). Ses domaines d'intérêt étaient la question palestinienne, le conflit israélo-arabe et le Proche-Orient.

## Carrière
Le 9 août 1982, il interviewe Yasser Arafat dans Beyrouth assiégée par l'armée israélienne. Il restera un intime de Yasser Arafat dont il écrit une biographie en 2004.
En 2005, il développe dans Le Monde diplomatique la thèse suivant laquelle Yasser Arafat aurait été empoisonné.

## Livres
- Sabra et Chatila : enquête sur un massacre, Le Seuil, 1982, traduit en neuf langues.
- Hébron, chronique d'un massacre annoncé, Arléa, Paris, 1994  (ISBN 978-2869592117).
- Rabin : un assassinat politique, Le Monde Éditions, 1996  (ISBN 978-2878991291).
- Arafat l’irréductible (biographie), Fayard, Paris, 2004.